# Belang van Nederland
Belang van Nederland (BVNL), deutsch Interesse der Niederlande, ist eine niederländische Partei, die als Abspaltung aus dem Forum voor Democratie (FvD) hervorging. Gründer, Parteiführer sowie -vorsitzender ist das Mitglied der Zweiten Kammer, Wybren van Haga, der vor seiner Zeit beim FvD bereits Mitglied der Volkspartij voor Vrijheid en Democratie (VVD) gewesen ist.

## Geschichte
Bei der Parlamentswahl im Jahr 2021 zogen Wybren van Haga, Olaf Ephraim und Hans Smolders als zweit-, dritt- bzw. viertplatzierte Kandidaten der Wahlliste des FvD ins niederländische Parlament, die Zweite Kammer der Generalstaaten, ein. Nachdem die Partei im Mai 2021 das sogenannte 5 mei-poster (deutsch „5.-Mai-Poster“) bzw. bevrijdingsposter (deutsch „Befreiungsposter“) anlässlich des anstehenden Bevrijdingsdag veröffentlicht hatte, das die deutsche Besatzung der Niederlande während des Zweiten Weltkrieges auf eine Stufe mit denen durch die dritte Regierung unter Mark Rutte ergriffenen Maßnahmen während der COVID-19-Pandemie stellt, kam es in Parteikreisen zu einer internen Diskussion über den politischen Kurs des FvD. Im Zuge dessen erklärten Van Haga, Ephraim sowie Smolders am 13. Mai 2021 ihren Austritt aus der Partei. Seither bilden die drei Parlamentsmitglieder mit der Groep Van Haga eine eigenständige Fraktion im niederländischen Parlament.
Am 2. Juli selben Jahres kündigte Van Haga an, dass er eine neue Partei mit dem Namen Belang van Nederland gründen werde. Die Gründung erfolgte letztlich am 7. August 2021.

## Ausrichtung
Belang van Nederland ist als rechte Partei im politischen Spektrum einzuordnen. Van Haga selbst bezeichnete seine Partei als „realistisch und anständig rechts“. Nach eigenen Angaben handele es sich um eine „klassisch-liberale realistische Partei“ mit „kulturell-konservativen“ Werten.
Im Parlament wehrt sich Belang van Nederland gegen COVID-19-Maßnahmen. Des Weiteren setzt die Partei sich für die Anliegen von kleinen Unternehmern ein.

## Wahlen
Bei den landesweiten Kommunalwahlen am 16. März 2022 kandidierte Belang van Nederland in 19 von 332 Gemeinden. Dabei konnte die Partei in insgesamt zwölf Gemeinden mindestens einen Sitz für sich gewinnen.

### Wahlergebnisse
| Jahr | Wahl                | Stimmenanteil | Sitze |
| ---- | ------------------- | ------------- | ----- |
| 2023 | Parlamentswahl 2023 | 0,5 %         | 0/150 |
| 2024 | Europawahl 2024     | 0,4 %         | 0/31  |